# 上海崇明东滩鸟类国家级自然保护区

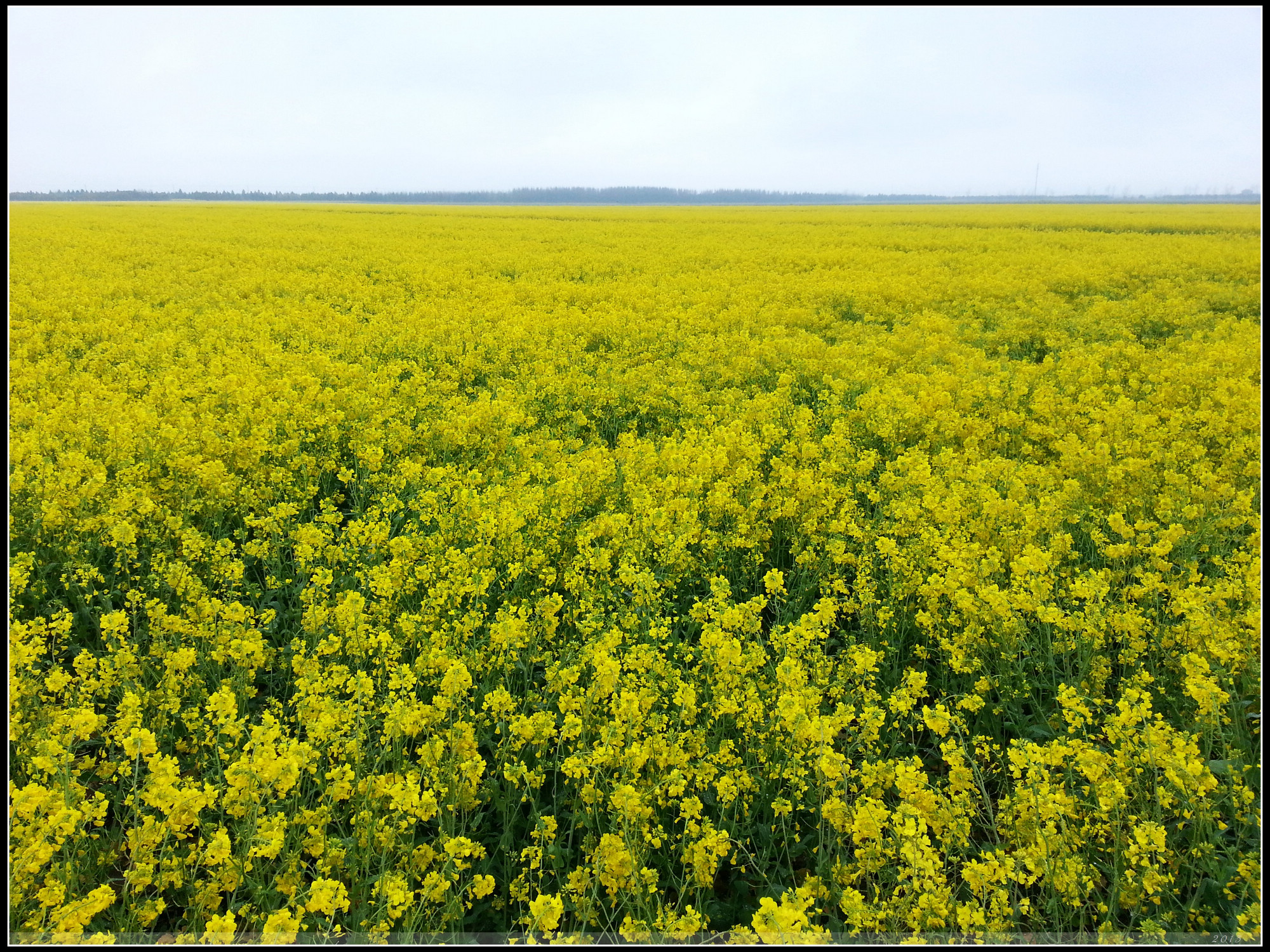
崇明东滩的油菜花海

崇明东滩位于崇明岛最东端（东经121°45＇，北纬31°30＇），属上海市崇明区。崇明东滩湿地是候鸟的重要栖息地，设有上海崇明东滩鸟类国家级自然保护区。2008年1月19日，中英签署《中国可持续发展生态城市项目设计、实施和融资谅解备忘录》。根据这一备忘录，中英两国将合作把崇明东滩开发为全球首个可持续发展生态城市。谅解备忘录由上海实业集团、同济大学、奥雅纳公司（Arup）、汇丰银行、SDCL（可持续发展事务所）五方共同签署。。 不过，据《南方周末》报道，东滩生态城项目已经失败。 2010年4月28日，崇明东滩国际湿地公园正式对外开放。2024年7月26日，中国黄（渤）海候鸟栖息地（第二期）列入世界遗产名录，而崇明东滩鸟类国家级自然保护区正是该栖息地的一部分，崇明东滩鸟类国家级自然保护区也因此成为上海首个自然遗产。